# Nakano Yoshio
Nakano Yoshio (japanisch 中野 好夫; * 2. August 1903 in Matsuyama (Präfektur Ehime); † 20. Februar 1985) war ein japanischer Literaturwissenschaftler und Übersetzer.

## Leben und Wirken
Nakano Yoshio machte seine 1926 Studienabschluss an der Universität Tōkyō im Fach Anglistik. Danach arbeitete er als Lehrer, bis er 1935 Assistenzprofessor an seiner Alma Mater wurde. Von 1948 bis 1953 wirkte er als Professor. Als Experte für englische Literatur unterrichtete er über Elisabethanisches Drama und amerikanische Literatur an der Universität Tōkyō und von 1956 bis 1957 an der Stanford-Universität.
Werke wie Arabia no Rorensu (Lawrence von Arabien, 1940), Okinawa mondai nijūnen (Zwanzig Jahre Okinawa-Frage, 1965), Suwifuto-kō (Studie über Swift, 1969) und Eibungaku yobanashi (Nachtgespräche über englische Literatur, 1971) belegen seine weitgespannten Interessen.
Außerdem übersetzte Makano u. a. William Shakespeares The Merchant of Venice, Swifts Gullivers Travels und William Somerset Maughams The Moon and Sixpence und verfasste die dreibändige Biographie Roka Tokutomi Kenjirō, für die er 1974 den Osaragi-Jirō-Preis erhielt. Er wurde außerdem 1974 mit dem Mainichi-Kulturpreis und 1982 mit dem Asahi-Preis ausgezeichnet.